# 1983년 한국프로야구 신인 드래프트
1983년 한국프로야구 신인선수 지명회의는 지역 연고를 바탕으로 한 '1차 지명'과 지역 연고에 상관없이 지명하는 '2차 지명'으로 이루어져 있다.

## 1차 지명
- 구단 순서는 A~Z, 가나다 순.

※이름에 가로줄이 그어진 것은 구단이 해당 선수에 대한 지명권을 포기했음을 의미함.
| 구단            | 성명       | 출신학교 및 소속팀                                       | 포지션 | 지명순위 및 비고          |
| --------------- | ---------- | -------------------------------------------------------- | ------ | ------------------------- |
| MBC 청룡        | 오영일     | 배명고등학교-인하대학교                                  | 투수   | 1순위                     |
| MBC 청룡        | 김용수     | 동대문상업고등학교-중앙대학교                            | 투수   | 1순위                     |
| MBC 청룡        | 기세봉     | 포항제철                                                 | 투수   | 2순위                     |
| MBC 청룡        | 신계석     | 경희대학교                                               | 투수   | 2순위                     |
| MBC 청룡        | 김정수     | 고려대학교                                               | 투수   | 3순위                     |
| MBC 청룡        | 박철영     | 배명고등학교-연세대학교                                  | 포수   | 3순위                     |
| MBC 청룡        | 김문영     | 연세대학교                                               | 외야수 | 4순위                     |
| MBC 청룡        | 최홍석     | 고려대학교                                               | 외야수 | 5순위, 지명권 양도 (삼미) |
| MBC 청룡        | 이승희     | 한양대학교                                               | 내야수 | 6순위                     |
| MBC 청룡        | 이성수     | 동아대학교                                               | 외야수 | 7순위                     |
| MBC 청룡        | 유성용     | 중앙대학교                                               | 내야수 | 8순위                     |
| MBC 청룡        | 편기철     | 농협                                                     | 투수   | 9순위                     |
| OB 베어스       | 장호연     | 동국대학교                                               | 투수   | 1순위                     |
| OB 베어스       | 정선두     | 롯데 (아마추어)                                          | 투수   | 1순위                     |
| OB 베어스       | 박종훈     | 신일고등학교-고려대학교-상업은행                         | 외야수 | 2순위 1983년 신인왕       |
| OB 베어스       | 이선웅     | 선린상업고등학교-인하대학교                              | 내야수 | 2순위, 지명권 양도 (삼미) |
| OB 베어스       | 한대화     | 대전고등학교-동국대학교                                  | 내야수 | 3순위                     |
| OB 베어스       | 정구선     | 한국화장품                                               | 내야수 | 3순위, 지명권 양도 (삼미) |
| OB 베어스       | 송일섭     | 상무                                                     | 외야수 | 4순위, 지명권 양도 (해태) |
| 롯데 자이언츠   | 김석일     | 중앙대학교                                               | 외야수 | 1순위                     |
| 롯데 자이언츠   | 김성호     | 건국대학교                                               | 내야수 | 1순위                     |
| 롯데 자이언츠   | 김종근     | 중앙대학교                                               | 내야수 | 2순위                     |
| 롯데 자이언츠   | 김호근     | 고려대학교                                               | 포수   | 2순위                     |
| 롯데 자이언츠   | 박영태     | 마산상업고등학교-동아대학교                              | 내야수 | 3순위                     |
| 롯데 자이언츠   | 박정후     | 동아대학교                                               | 투수   | 3순위                     |
| 롯데 자이언츠   | 배경환     | 포항제철                                                 | 투수   | 4순위                     |
| 롯데 자이언츠   | 심재원     | 부산고등학교-성균관대학교-한국화장품                     | 포수   | 5순위                     |
| 롯데 자이언츠   | 양상문     | 경남고등학교-고려대학교                                  | 투수   | 6순위                     |
| 롯데 자이언츠   | 우경하     | 경남고등학교-고려대학교경리단                            | 외야수 | 7순위                     |
| 롯데 자이언츠   | 두열       | 한국전력                                                 | 외야수 | 8순위                     |
| 롯데 자이언츠   | 장상철     | 고려대학교                                               | 내야수 | 9순위                     |
| 롯데 자이언츠   | (故)최동원 | 구덕초등학교-경남중학교-경남고등학교-고려대학교-한국전력 | 투수   | 10순위                    |
| 롯데 자이언츠   | 한문연     | 동아대학교                                               | 포수   | 11순위                    |
| 삼미 슈퍼스타즈 | 김상기     | 인하대학교                                               | 투수   | 1순위                     |
| 삼미 슈퍼스타즈 | 김진우     | 상무                                                     | 포수   | 1순위                     |
| 삼미 슈퍼스타즈 | 박명운     | 중앙대학교                                               | 포수   | 2순위                     |
| 삼미 슈퍼스타즈 | 유응삼     | 농협                                                     | 외야수 | 2순위                     |
| 삼미 슈퍼스타즈 | 임호균     | 한국전력                                                 | 투수   | 3순위                     |
| 삼미 슈퍼스타즈 | 최광묵     | 인하대학교                                               | 외야수 | 3순위                     |
| 삼성 라이온즈   | 김근석     | 고려대학교                                               | 내야수 | 1순위                     |
| 삼성 라이온즈   | 김동재     | 연세대학교                                               | 내야수 | 1순위                     |
| 삼성 라이온즈   | 김시진     | 경리단                                                   | 투수   | 2순위                     |
| 삼성 라이온즈   | 박승호     | 상무                                                     | 내야수 | 2순위                     |
| 삼성 라이온즈   | 양일환     | 건국대학교                                               | 투수   | 3순위                     |
| 삼성 라이온즈   | 장효조     | 포항제철                                                 | 외야수 | 3순위                     |
| 삼성 라이온즈   | 정진호     | 경리단                                                   | 내야수 | 4순위                     |
| 삼성 라이온즈   | 홍승규     | 성균관대학교                                             | 외야수 | 5순위                     |
| 삼성 라이온즈   | 황병일     | 건국대학교                                               | 외야수 | 6순위                     |
| 해태 타이거즈   | 장진범     | 영남대학교                                               | 내야수 | 1순위                     |
| 해태 타이거즈   | 조종규     | 경리단                                                   | 포수   | 1순위                     |

## 2차 지명
- 구단 순서는 A~Z, 가나다 순.

※이름에 가로줄이 그어진 것은 구단이 해당 선수에 대한 지명권을 포기했음을 의미함.
| 구단            | 성명   | 소속팀          | 포지션 | 비고                      |
| --------------- | ------ | --------------- | ------ | ------------------------- |
| 롯데 자이언츠   | 이석규 | 경리단          | 내야수 | 1순위                     |
| 롯데 자이언츠   | 정윤돈 | 경희대학교      | 내야수 | 2순위                     |
| 삼미 슈퍼스타즈 | 김대진 | 포항제철        | 외야수 | 1순위                     |
| 삼미 슈퍼스타즈 | 유종천 | 포항제철        | 투수   | 2순위                     |
| 삼미 슈퍼스타즈 | 이광길 | 인하대학교      | 내야수 | 3순위                     |
| 삼성 라이온즈   | 구영석 | 상업은행        | 내야수 | 1순위                     |
| 삼성 라이온즈   | 조규식 | 제일은행        | 투수   | 2순위                     |
| 해태 타이거즈   | 김현재 | 제일은행        | 투수   | 1순위                     |
| 해태 타이거즈   | 박동경 | 제일은행        | 투수   | 2순위, 지명권 양도 (삼성) |
| 해태 타이거즈   | 양승호 | 상업은행        | 내야수 | 3순위                     |
| 해태 타이거즈   | 유남호 | 롯데 (아마추어) | 투수   | 4순위                     |
| 해태 타이거즈   | 이원일 | 제일은행        | 포수   | 5순위                     |